# Imeria longitarsis
Imeria longitarsis là một loài tò vò trong họ Ichneumonidae.